# Morgan Bertacca
Morgan Bertacca (Milano, 31 dicembre 1973) è un regista, sceneggiatore e montatore italiano.

## Biografia
Bertacca è un videomaker e regista milanese che dal 2002 collabora con il trio comico Aldo, Giovanni e Giacomo ai loro progetti cinematografici, teatrali e televisivi. Ha realizzato diversi documentari, programmati su Deejay TV e Bike Channel, in qualità di produttore, regista e montatore: Summit (2013), Salar (2013), Bikes, Bread, Wine - L'eroica (2012), Running for Pititinga (2012), Solo - Race Across America (2011).
In particolare, Bikes, Bread, Wine  -  L'eroica è stato inserito nella selezione ufficiale del Bicycle Film Festival e proiettato a New York, Sydney, Londra, San Francisco, Buenos Aires e Milano.
Bertacca ha prodotto due lungometraggi indipendenti: Tre Lire Primo Giorno (2008), di cui è coautore del soggetto e montatore, e Un Sogno Serio (2009). Tre Lire Primo Giorno al Beverly Hills Int'l Film Festival del 2008 ha vinto la Palma d'oro e il premio come Migliore Film Straniero. Inoltre, dopo aver partecipato a quindici festival internazionali, nel 2009 il film è stato oggetto di un fruttuoso caso di distribuzione indipendente a Milano, arrivando a totalizzare più di 5000 spettatori in un mese di programmazione, in un'unica sala cinematografica.
Nel 2007 cura l'edizione televisiva e il DVD di Anplagghed e l'anno seguente quella di Pur Purr Rid - Il meglio di Aldo Giovanni e Giacomo.
Nel 2009 e 2010 è autore con Aldo, Giovanni e Giacomo, Valerio Bariletti e Giordano Preda del soggetto e della sceneggiatura del film La banda dei Babbi Natale, che segna un grande successo al botteghino nel periodo natalizio.
Nel 2013 cura la regia dell'adattamento cinematografico e televisivo di Ammutta Muddica.
Nel 2014 è coautore della sceneggiatura del film Il ricco, il povero e il maggiordomo, che rappresenta anche il suo esordio alla regia.
Nel 2016 firma nuovamente la sceneggiatura e la regia del film Fuga da Reuma Park, sempre con protagonisti Aldo, Giovanni e Giacomo, ma quest'ultima pellicola si rivela un insuccesso al botteghino, in quanto il film si rivela, come quanto detto dalla maggior parte dei fan, il peggior film del trio.

## Filmografia

### Regista

#### Cinema
- Ammutta muddica al cinema (2013)
- Il ricco, il povero e il maggiordomo (2014)
- Fuga da Reuma Park (2016)

#### Televisione
- A spasso per Belleville - cortometraggio - documentario (2004)
- Bikes, Bread and Wine - L'Eroica - documentario (2011)
- Fino alla fine del mondo - serie TV - episodi Solo - Rancing Across America e Salar - La traversata del Salar de Uyuni, Bolivia (2011)-(2013)

### Sceneggiatore

#### Cinema
- Tre lire primo giorno di Andrea Pellizzer (2008)
- Il ricco, il povero e il maggiordomo (2014)
- Fuga da Reuma Park (2016)
- Scappo a casa di Enrico Lando (2019)